# Cephalopholis sexmaculata
Vieille à six taches, Mérou sanguin
Espèce
Synonymes
- Cephalopholis coatesi Whitley, 1937
- Cephalopholis gibbus Fourmanoir, 1955
- Cephalopholis sexmaculatus (Rüppell, 1830)
- Epinephelus sexmaculata (Rüppell, 1830)
- Epinephelus sexmaculatus (Rüppell, 1830)
- Serranus sexmaculatus Rüppell, 1830
- Serranus zanana Valenciennes, 1828

Statut de conservation UICN

 LC  : Préoccupation mineure
Cephalopholis sexmaculata, communément nommé Vieille à six taches ou Mérou sanguin, est une espèce de poissons marins de la famille des Serranidae.
La Vieille à six taches est présente dans les eaux tropicales de l'Indo-Pacifique, Mer Rouge incluse.
Sa taille maximale est de 50 cm.